# Вірити і знати
«Вірити і знати» — радянський художній фільм 1986 року, знятий режисером Усенжаном Ібрагімовим на кіностудії «Киргизфільм».

## Сюжет
У центрі фільму — образ колгоспного бригадира Асана. Принципова людина, він наживає собі безліч ворогів в особі ледарів, п'яниць, нечесних людей. Внаслідок наговорів Асана звільняють з посади, але це не зламало його. Він продовжує діяти так, як йому нагадує совість.

## У ролях
- Анвар Боранбаєв — Асан
- Ашир Чокубаєв — Карабеков
- Уайс Султангазін — Тургунов
- Мухтар Бахтигерєєв — Сабіт
- Майрам Алімбетова — Бермет
- Ельміра Акерова — Даміра
- Андрій Гусєв — Василь
- Токон Дайирбеков — Мукан
- Бекін Сейдакматов — Кален
- Гульсара Ажибекова — Зулейка
- У. Кучкаєв — Еміль
- Т. Дулатов — син Сабіта
- А. Наринов — син Сабіта
- Мамбет Асанбаєв — Мамбет, аксакал
- Джапар Садиков — Джапар, аксакал
- Асанкул Куттубаєв — аксакал
- Медель Маніязов — аксакал
- Латіфа Календерова — епізод
- Мурат Мамбетов — епізод
- Турсун Уралієв — епізод
- Капар Медетбеков — Капар Саттарович
- К. Калигулова — епізод
- Нурлан Мамбетов — епізод
- Бакит Токтокожаєв — епізод
- Мукан Рискулбеков — епізод
- Сарсен Баймуханов — епізод
- Т. Курманалієв — епізод

## Знімальна група
- Режисер — Усенжан Ібрагімов
- Сценарист — Таліп Ібраїмов
- Оператор — Олексій Кім
- Композитори — Болот Абдраїлов, Осмон Абдібаїтов
- Художник — Олександр Макаров